# Eve ty thể
Trong lĩnh vực di truyền học loài người, Eve ti thể, hoặc Eva ti thể, đề cập đến tổ tiên chung gần đây nhất (MRCA) trực tiếp không gián đoạn về phía mẹ của tất cả con người hiện đại, là một người phụ nữ được cho là đã sống khoảng 140 - 200 Ka BP (Kilo annum before present, ngàn năm trước) ở châu Phi. Các ước tính tuổi gần đây hơn vẫn phù hợp với ước tính 140-200 kya được công bố vào năm 1987: Một ước tính năm 2013 cho thấy MRCA ở vào khoảng 160 Ka và khoảng 95 Ka đối với các nhóm người di cư ra ngoài châu Phi.
Nói cách khác, bà là người phụ nữ gần đây nhất mà từ bà tất cả mọi người sống ngày nay xuất thân về phía dòng mẹ của họ. Có nghĩa là khi lần ngược trở lại theo thứ tự mẹ - bà ngoại - mẹ của bà ngoại... của mọi con người đang sống trên thế giới, thì cuối cùng tất cả sẽ có hội tụ vào một người phụ nữ, đó là tổ tiên phía dòng mẹ của tất cả con người hiện nay. Bởi vì tất cả DNA ty thể (mtDNA) được truyền độc quyền từ mẹ sang con cái mà không có tái tổ hợp, tất cả các mtDNA trong mỗi con người trên thế giới hiện nay là hậu duệ trực tiếp của người phụ nữ này theo định nghĩa.
Tương tự như Eve ti thể, ông Adam nhiễm sắc thể Y, người được cho là tổ tiên chung gần nhất về phía cha của các đàn ông trên thế giới, xác định dựa trên cây phả hệ theo nhiễm sắc thể Y, đã sống sớm nhất là 338 Ka BP ở châu Phi.
Eva nhiễm sắc thể X được đặt tên theo Eva trong Kinh Thánh. Điều này có thể dẫn đến một quan niệm sai lầm rằng bà là người phụ nữ duy nhất sống trong thời kỳ đó. Thực tế, bà đã cùng tồn tại với những người phụ nữ khác, có lẽ bao gồm cả người mẹ của bà không phải là "gần đây nhất". Tuy nhiên, không giống như bản thân bà và dòng dõi bên ngoại của bà, tất cả những người phụ nữ sống cùng thời với bà đã không có hậu duệ dòng nữ còn sống cho tới ngày nay.
Eve ti thể được ước tính đã sống khoảng 200 Ka BP, nhiều khả năng ở Đông Phi, khi Homo sapiens sapiens (người hiện đại về mặt giải phẫu) đã phát triển như một quần thể khác biệt với phân loài khác của con người.

## Hình ảnh